# 1899年臺灣
|        | 臺灣歷史 \| 台灣歷史年表 |
| 世纪： | 18世纪臺灣 \| 19世纪臺灣 \| 20世纪臺灣 |
| 年代： | 1860年代臺灣 \| 1870年代臺灣 \| 1880年代臺灣 \| 1890年代臺灣 \| 1900年代臺灣 \| 1910年代臺灣 \| 1920年代臺灣                                           |
| 年份： | 1894年臺灣 \| 1895年臺灣 \| 1896年臺灣 \| 1897年臺灣 \| 1898年臺灣 \| 1899年臺灣 \| 1900年臺灣 \| 1901年臺灣 \| 1902年臺灣 \| 1903年臺灣 \| 1904年臺灣 |
| 纪年： | 己亥年（猪年）、日本明治32年 |

## 政府

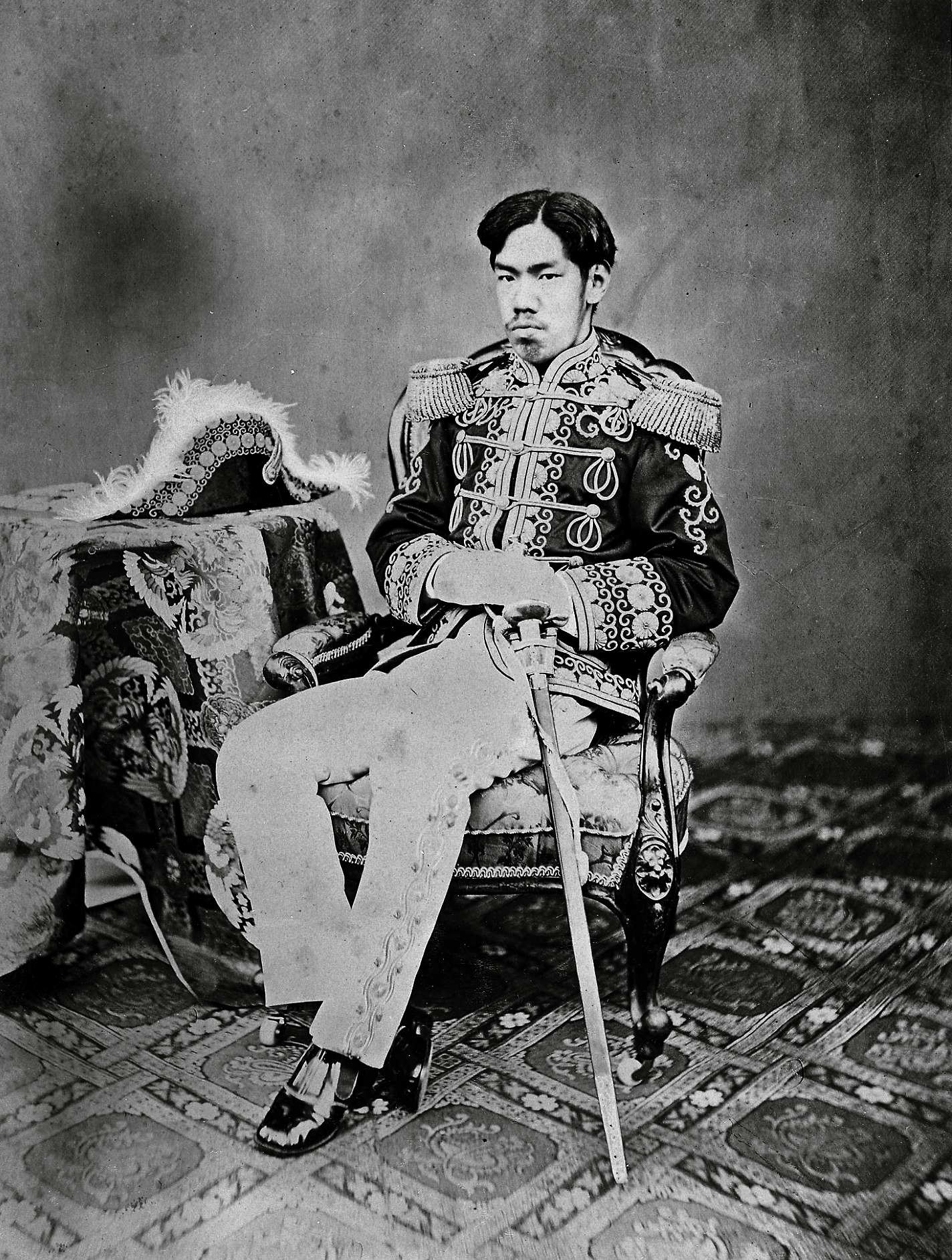
天皇：明治天皇
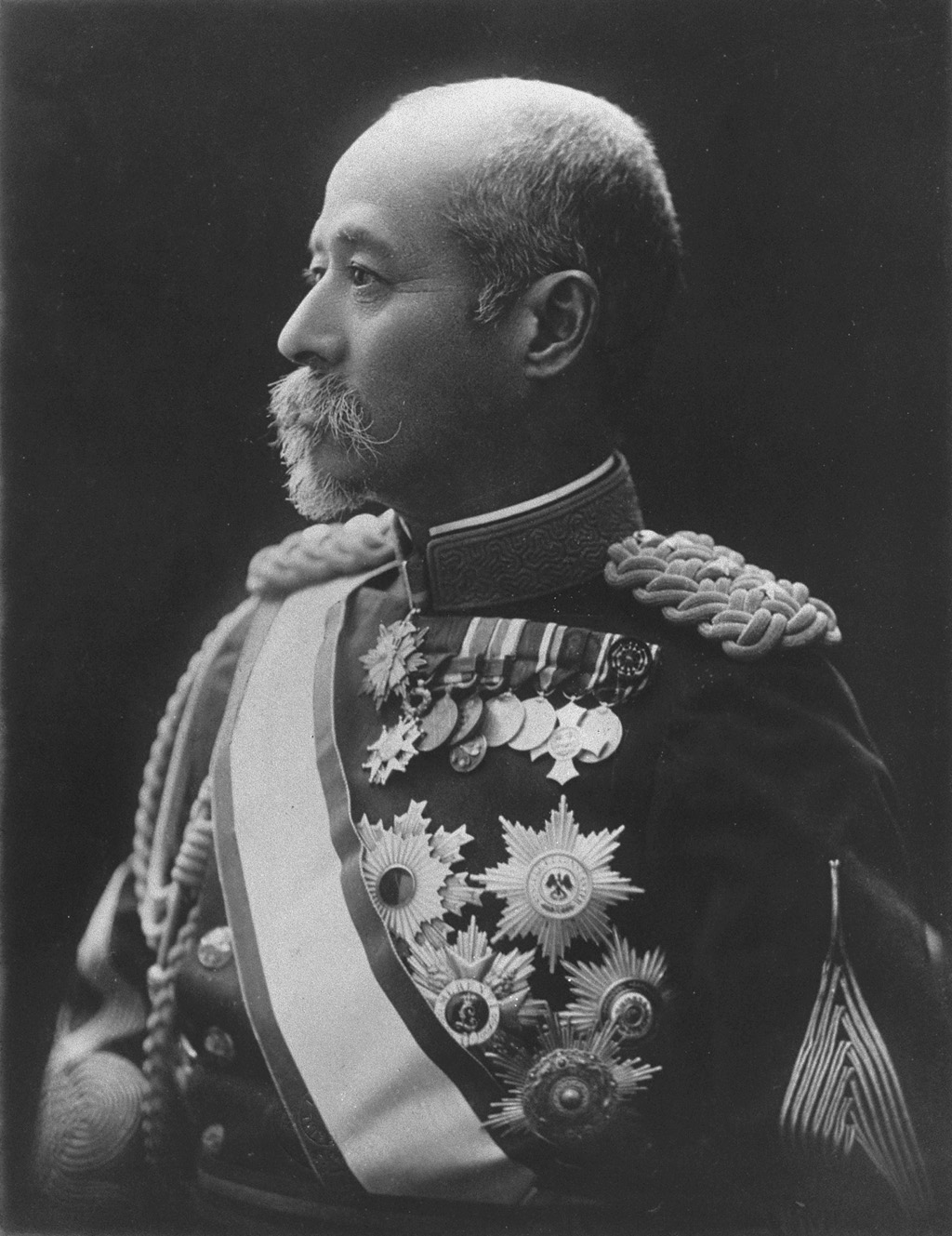
臺灣總督：兒玉源太郎
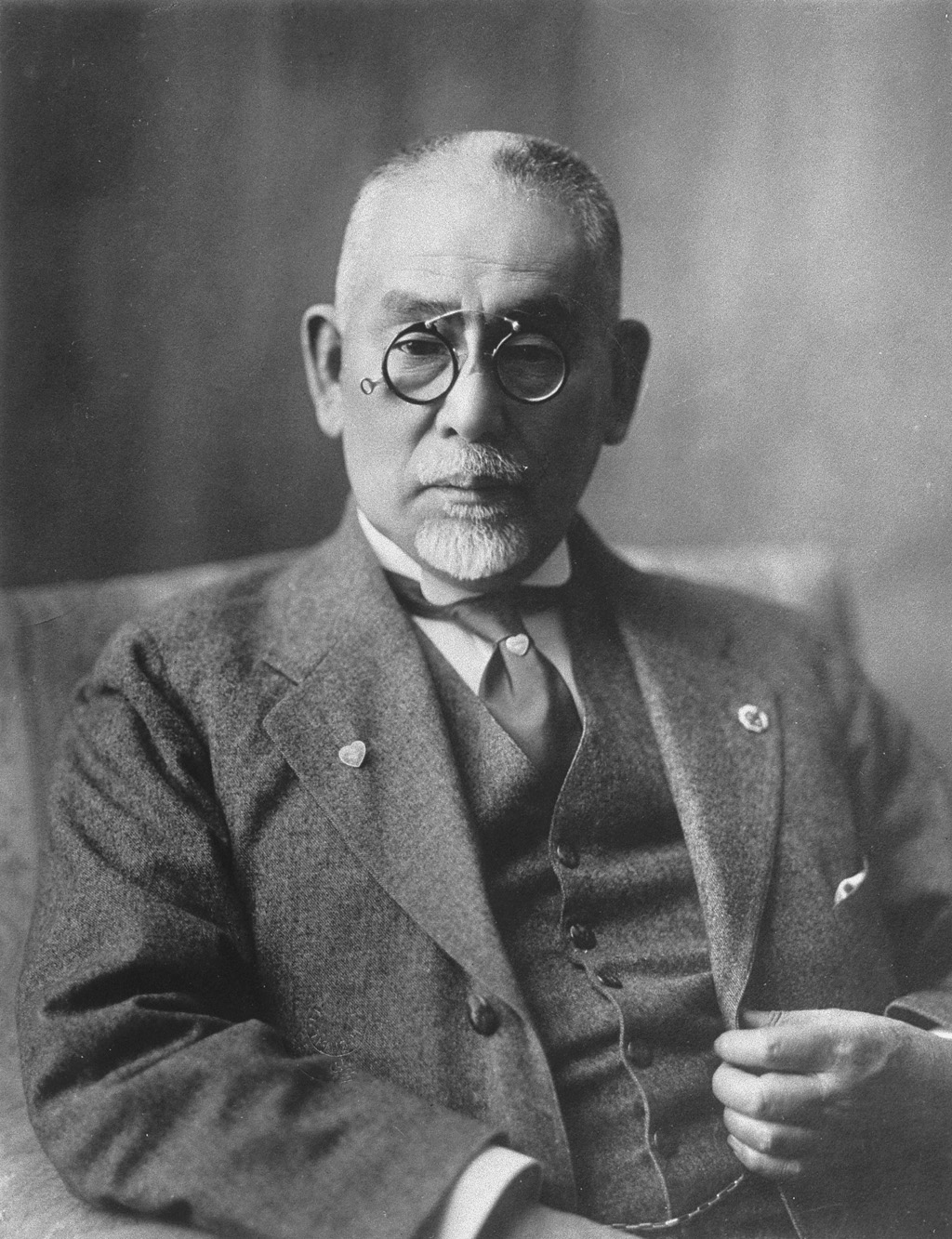
民政長官：後藤新平

## 大事記
- 2月8日——〈六三法〉公告延長[1]:189。
- 3月31日——公布〈師範學校官制〉[1]:189。
- 4月1日——臺灣總督府醫學校舉行首屆開學典禮（開校式）[1]:189。
- 9月26日——臺灣銀行開始營業，資本額五百萬園。[1]:189[2]:249
- 10月25日——臺灣鐵道會社召開創立發起人總會，宣告解散，次日將公司解散事宜報告臺灣總督[3]:254。
- 11月8日——臺灣總督府鐵道部正式成立。

## 出生
- 3月14日——陳啟川，企業家、政治人物。戰後出任民選第四、五屆高雄市市長。（1993年逝世）
- 3月22日——羅萬俥，新聞界人。日治時期參與《臺灣民報》。（1963年逝世）
- 8月16日——樂信·瓦旦，台灣原住民領袖。白色恐怖時期遭國民黨政權殺害。（1954年逝世）
- 9月7日——陳皆興，詩人、政治人物。曾任臺灣省議員、第三屆高雄縣縣長。（1992年逝世）
- 9月24日——許丙丁，作家。著有《小封神》。（1977年逝世）
- 9月28日——吳鴻麟，醫生，擔任過中華民國臺灣省桃園縣議員、議長、縣長。（1995年逝世）
- 11月15日——吳三連，《自立晚報》、台南紡織創辦人，擔任過中華民國臺灣省議會議員、臺北市長。（1988年逝世）
- 12月13日——蔡阿信，首位完整接受現代醫學訓練的臺灣籍女性醫師之一。（1990年逝世）
- 12月20日——朱玖瑩，書法家。晚年曾居於臺南安平而自號安平老人。（1996年逝世）
- 生日不詳——楊元丁，社會運動參與者、政治人物。曾任基隆市議會議長。二二八事件受難者。（1947年逝世）
- 生日不詳——施乾，台灣日治時期台北縣滬尾辨務署（今淡水區）人，為愛愛寮（今台北市私立愛愛院）的創辦人。（1944年逝世）

## 逝世
- 9月1日——李仙得（Charles Le Gendre），法裔美國人，羅發號事件後曾來台灣與排灣族交涉，簽定南岬之盟。八瑤灣事件後，曾擔任日本外務省顧問，協助日軍出兵台灣。逝世於大韓帝國漢城府。（1830年出生）